# Cliffhanger (narrativa)
Il cliffhanger è un espediente narrativo usato in letteratura, nel cinema, nelle serie televisive o nelle opere videoludiche, in cui la narrazione si conclude con una interruzione brusca in corrispondenza di un colpo di scena o di un altro momento culminante caratterizzato da una forte suspense. In genere un cliffhanger conclude un episodio (per esempio di una serie televisiva, o di una storia a fumetti o romanzo a puntate), con l'intento di indurre nel lettore o nello spettatore una forte curiosità circa gli sviluppi successivi (e quindi il desiderio di acquistare il volume seguente o di guardare la puntata successiva).
Il concetto di una pausa narrativa in corrispondenza di un momento di tensione, in termini generali, ha origini molto antiche: uno dei più illustri riferimenti a questo espediente è il capolavoro della letteratura persiana Le mille e una notte. Tuttavia il termine, entrato nell'uso in italiano come neologismo, è riferito soprattutto alle serie televisive; e più specificamente, si riferisce normalmente all'uso di questa tecnica negli episodi di "fine stagione". Letteralmente, l'espressione inglese "cliffhanger" indica chi "rimane appeso a un precipizio", una situazione che rappresenta uno stereotipo della suspense nei film e telefilm d'azione.

## Al cinema
Al cinema il cliffhanger è stato usato per la prima volta nel 1913 nel serial muto in tredici episodi The Adventures of Kathlyn, diretto da Francis J. Grandon con la supervisione di Thomas Persons e di William Nicholas Selig. Fu quest'ultimo che ebbe per primo l'idea di adottarlo al cinema per il serial che fu prodotto dalla Selig Polyscope, la sua casa di produzione con sede a Chicago, un'idea mutuata dai racconti a puntate dei giornali. Il serial usciva in contemporanea con la pubblicazione su un quotidiano e ogni puntata si chiudeva con un finale aperto, che lasciava in sospeso la storia, stuzzicando la curiosità dello spettatore che veniva indotto a tornare in sala la settimana seguente per scoprire come Kathlyn, la protagonista interpretata da Kathlyn Williams, riuscisse ogni volta a cavarsela. Gli episodi ebbero un grande successo e diedero grande popolarità alla bionda attrice.
Un esempio famoso si può individuare in Harry Potter e i Doni della Morte - Parte 1, dove già il titolo anticipa un seguito conclusivo della saga (o comunque di questo episodio cinematografico), mentre, parlando sempre di pellicole successive, si può considerare cliffhanger il risveglio nella New York del futuro di Steve Rogers/Capitan America in Captain America - Il primo Vendicatore, che anticipa direttamente le vicende dell'immediatamente successivo crossover The Avengers dell'anno dopo.

## Nei serial e nelle serie televisive
Nei serial televisivi (telenovela e soap opera) il cliffhanger è d'obbligo al termine di ogni puntata. Tale frammento narrativo, infatti, è caratterizzato dalla continuità degli eventi nella puntata successiva: il cliffhanger permette di lasciare l'azione sospesa fino al momento in cui verrà ripresa.
Nelle serie televisive il cliffhanger era inizialmente poco utilizzato. Essendo l'episodio una narrazione chiusa, non c'era bisogno di trovare espedienti per creare tensione o suspense. Con l'avvento delle serie serializzate, invece, l'interruzione brusca della trama è stata sempre più comune fino a diventare, in alcuni casi, sistematica.
Il cliffhanger viene talvolta impiegato anche a fine stagione (sia nel serial sia nella serie televisiva). Lo spettatore rimane con il fiato sospeso fino all'inizio della stagione successiva, che aspetta con trepidazione. Tale stacco narrativo può essere inoltre utile nel caso in cui sia incerto il ritorno di un attore l'anno successivo: il personaggio in questione si troverà in una situazione di vita o di morte, dalla quale uscirà o meno a seconda della decisione dell'interprete di restare o lasciare lo show.
La "ripresa" della narrazione viene chiamata hook.

## Altri usi
Vengono talvolta descritti con il termine "cliffhanger" altri utilizzi della suspense associata a momenti di pausa della narrazione; per esempio riprende questa struttura, molto spesso, il teaser di un episodio di un telefilm o persino sequenze interne alla puntata, pensate per corrispondere all'inserimento di interruzioni pubblicitarie. Esempi recenti di questo tipo di utilizzo del colpo di scena a fine teaser sono il terzo trailer del reboot cinematografico di Superman, intitolato L'uomo d'acciaio (2013), e i primi due trailer del film The Amazing Spider-Man 2 - Il potere di Electro, sequel del riavvio del 2012.
Largo uso del cliffhanger si ha, anche per singoli dettagli o piccoli spoiler, nei fumetti, in particolare nei manga, che instaurano nel lettore la suspense di conoscere un certo particolare della storia che viene anticipato in una facciata, ma spiegato nella facciata opposta (nome di un personaggio, epilogo di una vicenda, ecc.), oppure, considerando campi più ampi, per scoprire un dettaglio anticipato in un albo ed esposto nel tankobon successivo.
Vi sono anche casi, famosi, di cliffhanger "subíto": capita, ad esempio, nei serial quando un attore subisce un pesante infortunio oppure si ammala gravemente o muore oppure un'attrice rimane incinta oppure il produttore decide improvvisamente (per problemi di budget oppure insufficiente audience) di interrompere il serial televisivo. Si realizza pertanto una puntata con un colpo di scena definitivo e inaspettato che non lascia spazio a una possibile evoluzione.